# حد الطار
حد الطار هو فيلمٌ سعوديٌّ أُصدر في 3 ديسمبر 2020 في افتتاحيّة عروض مسابقة آفاق السينما العربية في مهرجان القاهرة السينمائي في دورته الثانية والأربعين. الفيلم من إخراج المخرج السعودي عبد العزيز الشلاحي، ومن كتابة مفرج المجفل، هو من بطولة فيصل الدوخي، وأضوى فهد، وعلي إبراهيم، وسامر الخال، وإبراهيم ميسيسبي، وراوية أحمد، وعجيبة الدوسري. وهو من إنتاج أفلام برودكشنز (بالإنجليزية: AFLAM Productions)‏ وقناة إس بي سي.
الفيلم هو التعاون الرابع بين الكاتب مفرج المجفل والمخرج عبد العزيز الشلاحي إذ سبقه عدّة تعاونات في الفيلم القصير المغادرون (2017)، والفيلم الروائي الطويل المسافة صفر (2019)، وكذلك حلقةٌ تلفزيونيّة ضمن مسلسل بدون فلتر بعنوان رقصة الموت.

## القصة
تدور أحداث الفيلم في حي شعبي تملؤه التناقضات الاجتماعية والتضحيات الإنسانية، ويقع «دايل» ابن منفذ أحكام الإعدام «السياف» في غرام «شامة» ابنة مُغنية الأفرح «الطقاقة».

## طاقم التمثيل
- فيصل الدوخي، بدور دايل.
- أضوى فهد، بدور شامة.
- مهند الصالح. بدور عتيق
- علي إبراهيم
- سامر الخال بدور مباركً
- إبراهيم ميسيسبي بدور خليل
- راوية أحمد بدور بدرية
- عجيبة الدوسري بدور منوة
- هاشم هوساوي.[4]

## الإنتاج

### التطوير
كتب مفرج المجفل النسخة الأولى من النص السينمائي في 2017، التي أثارت إعجاب المخرج عبد العزيز الشلاحي الذي طلب من الكاتب التمهّل في تنفيذه، وصرّح الشلاحي: «اقترحت عليه أن نقوم بتجربة أعمال أقل إنتاجا وتكلفة، لكي نطور مهارتنا في العمل بشكل أكبر قبل خوض هذا العمل، فتوقفنا وبدأنا القيام بمشاريع أخرى منها فيلم قصير وحلقات تلفزيونية وفيلم طويل...» الفيلم القصير الذي كان فيه التعاون الأول بين المخرج والكاتب حمل عنوان المغادرون وأُصدر في 2017، تلاه في 2018 التعاون الثاني في حلقةٍ بعنوان رقصة الموت ضمن المسلسل التلفزيوني بدون فلتر، وأخيرًا في 2019 أُصدر الفيلم الروائي الطويل الأول للمخرج الشلاحي الذي حمل عنوان المسافة صفر.

### النص السينمائي والمواضيع
عاد مفرج المجفل والشلاحي للعمل على المشروع والكتابة فعليًّا في أوائل 2019، وبدأ عبد العزيز الشلاحي الحديث مع الكاتب مفرج المجفل في المرحلة الثانية من كتابة النص حول نظرة المجتمع في ذلك الوقت إلى مغنية الأفراح، أو كما يعرفها البعض بـ«الطقاقة»، وإلى الفن بشكل عام، لكنه كان يلاحظ أيضًا أنه رغم عدم تقبل المجتمع لها إلا أنها دائمًا ما كانت تدعى إلى الأفراح بهدف الغناء، وأضاف: «بدأنا البحث والتنقيب حول أي شيء يكتب في هذا الموضوع إلى أن وصلنا إلى الفكرة، وهي وجود حارة كان يسكن فيها شخص يدعى سياف، وفي الحي نفسه كانت هناك طقاقة، ومن هذا التباين كتب الكاتب مفرج قصة وسيناريو الفيلم.» اختار الكاتب مفرج المجفل أن تدور أحداث الفيلم في فترة نهاية التسعينيات، حول قصة شاب (دايل) كان أبوه يعمل سيافاً، وتضغط عليه عائلته، ليكمل مسيرة عمل والده، لكنه يقع في حب فتاة (شامة) من بيئة أخرى تماماً، وهي الأفراح الشعبية، إذ تعمل والدتها مطربة أفراح.
ذكر المخرج عبد العزيز الشلاحي أن اسم العمل (حد الطار) «ينقسم إلى جزأين: حد وهو تنفيذ الأحكام، والطار يعني الطبل. الاسم يعكس التناقض بين تنفيذ الأحكام وروح الفرح المتمثل في الطبل. قصة فيلم خيالية ومركبة، لكن أحداثها حقيقية، وقعت في منطقة قريبة من منطقتي السكنية.». ويُضيف: «استُلهمت قصة العمل بناء على محور مهم، وهو التناقضات التـي تمارس فـي كثير مـن المجتمعات بكل دول العالم، من دون التفكير في نتائجها وتوابعها، فبطل الفيلم يكره عالمه، ولا ينتمي إليه، ويقع في حب فتاة تنتمي إلى مجتمع آخر يميل إليه أكثر، يمثل الحرية والروح المثالية المنطلقة، لكن أمام ضغوط المجتمع وصراع التقاليد، ماذا سيختار وإلى أي عالم سترجح كفته؟»

### الإنتاج
الفيلم من إنتاج أفلام برودكشنز (بالإنجليزية: AFLAM Productions)‏ وقناة إس بي سي، واستغرق إنتاجه وتصويره عامًا وشهرين ما بين الكتابة الثانية والانتهاء من المشروع. صوّر الفيلم في السعودية، وتحديدًا مدينة الرياض في حي العود. ذكر المنتج الفني للفيلم أحمد موسي أن التصوير تم داخل أحد الأحياء الشعبية بمدينة الرياض (حي العود) وتطلب التصوير إغلاقه بشكل كامل قرابة شهر ونصف، وأن التصوير تم خلال شهور الصيف.
في 19 مارس 2021، أعلنت هيئة الإذاعة والتلفزيون السعودية المنتجة للفيلم عزمها على إنتاج فيلم آخر بعد نجاح (حد الطار)، وقالت الهيئة في بيانها: «بعد التجربة الأولى والناجحة في إنتاج فيلم حد الطار، الذي حقق جائزتين في مهرجان القاهرة السينمائي 2020، نعتزم إنتاج فيلمنا الروائي الطويل الثاني للموسم 2021».

## الإصدار

### العرض الأول
عُرض الفيلم 3 ديسمبر 2020 في افتتاحيّة عروض مسابقة آفاق السينما العربية في مهرجان القاهرة السينمائي في دورته الثانية والأربعين، التي أُقيمت في دار الأوبرا المصرية. ويُعد الفيلم أوّل فيلمٍ سعوديٍ يشارك في المسابقات الرسمية للمهرجان الدولي، وهو أوّل عرض عالمي للفيلم خارج المملكة العربية السعودية. علّق فريق برمجة مسابقات مهرجان القاهرة السينمائي الدولي على الفيلم قبل عرضه رسميًا بقوله: «في عوالم خفية تفصلها العادات التي تمنع على أهلها إشباع غريزة الاكتشاف إلا عبر الذاكرة والقصص المكتوبة، يحاول صناع الفيلم النفاذ إلى ما تحت الغطاء الاجتماعي، عبر قصة حب تشبه مجتمعا ظل خامدا لسنوات ثم استيقظ على ضرورة أن يكون هناك ما يمكن أن يجمع نقيضين، بينما يلوح الماضي كذاكرة من حجر لا سبيل لتجاهل نقوشها.».

### العرض في السينما السعودية
في 19 يناير 2021، أُعلن أن الفيلم سيُعرض في السينما السعودية ابتداءً من 28 يناير، وسيسبقه عرضٌ خاصٌ للفيلم في مدينة الرياض بتاريخ 26 يناير.

### الاستقبال
تلقّى الفيلم ردود فعلٍ إيجابيةً من الجمهور والنقاد في مهرجان القاهرة السينمائي الدولي في دورته الـ 42 . قال الناقد رامي عبد الرازق مدير مسابقة آفاق السينما العربية: «إن اليوم الأول شهد إقبالا مشجع جدا على الفيلم السعودي "حد الطار" واعتبره غالبية الحضور بداية قوية وملفتة للمسابقة»، وأضاف: «أن من أبرز ملامح المسابقة هذا العام حضور السينما السعودية التي تعتبر واحدة من السينمات العربية الواعدة والقادمة بقوة والتي أصبح لها مكان على مستوى الكثير من مسابقات المهرجانات الدولية...».
قال الكاتب الصحفي والناقد السينمائي طارق الشناوي في الحلقة النقاشية التي أقيمت عقب انتهاء عرض الفيلم، إن «الفيلم ابتعد عن تناول الصورة النمطية للسعوديين الأثرياء، وتطرق للحديث عن فئة تعاني من الفقر وتفتعل أخطاء يمكن أن تصل عقوبتها للإعدام، مؤكدًا على أن السينما السعودية قادرة على الصورة الصحيحة للإنسان السعودي.». كما ذكر في لقاءٍ آخر أن «فيلم حد الطار تمتع بحبكة فنية قوية، وقد اتسمت أحداث الفيلم بإيقاعات مختلفة ومنسجمة فنيًا، مع الإيقاع العام للفيلم الذي يحمل وحدة إيقاعية، أما الوتيرة فمتغيرة، بحسب المشهد والبناء الدرامي من تصاعد وتشويق وصراع، ويتشكل الإيقاع ابتداءً، من كتابة السيناريو السينمائي، من خلال ضبط ايقاع توالي الأحداث، وضبط الحكاية السينمائية، وبناء إيقاع الحوارات بين الشخصيات.» انتقد أحد النقاد مخرج الفيلم لعدم قيامه بتخفيف اللهجة حتى يمكن فهمها من قبل غير السعوديين، ورد عليه الشناوي قائلًا «إن أعظم ما في الفن هو تصديقه، ولا يمكن أن يتم تصديقه إذا كان الممثل يتحدث بلهجة محايدة»، معلقًا: «اللغة البيضاء تقتل الفن».
أيضًا وجه سفير خادم الحرمين الشريفين لدى القاهرة أسامة نقلي، رسالة إلى صنّاع الفيلم في حساباته على مواقع التواصل الاجتماعي مرفقًا بها صورةً جماعيّة لهم على السجادة الحمراء قائلًا: «في  مهرجان القاهرة السينمائي يشارك فيلم من السعودية هو حد الطار .. كنت أتمنى أن أكون وسطكم وبينكم يا أبنائي لولا ظروف تواجدي في رحلة عمل بالسعودية .. لكن هذا لم يمنع سعادتي وافتخاري بكم من واقع الأصداء الإيجابية التي سمعتها عن الفيلم، دمتم بخير وفقكم الله ورعاكم».
وفي صحيفة العرب كتبت الصحافية التونسية حنان مبروك عن الفيلم بعد عرضه في مهرجان أيام قرطاج السينمائية: "بكادرات منوعة، وزوايا تصوير تتبع تفاصيل الشخصيات وتركز على مواهبها ومدى قدرتها المبهرة في التمثيل، وبألوان هي أقرب إلى حالة الغموض والاضطراب المسيطرة على الفيلم، يصور لنا “حد الطار” منذ لحظاته الأولى حالة الصراع النفسي الكبيرة بين الإنسان ونفسه وبينه وبين الآخر، وكذلك بينه وبين المجموعة. وفي نهايته، يصدم المشاهد بنهاية غير متوقعة، يصارع فيها البطل “دايل” نفسه ليقرر التضحية من أجل حبيبته “شامة”، التضحية بأن دفع فدية “سرور” وأنقذه من موت محتم وهو الجلاد الذي كان موكلا إليه تطبيق “حد الله” عليه".

### الجوائز
في 10 ديسمبر 2020، فاز الفيلم بجائزة صلاح أبو سيف جائزة لجنة التحكيم الخاصة، وذلك ضمن منافسات مسابقة آفاق السينما العربية بمهرجان القاهرة السينمائي الدولي، كما فاز الممثل فيصل الدوخي بجائزة أحسن أداء تمثيلي عن دوره في الفيلم.
في 11 أبريل 2021، فاز المخرج عبد العزيز الشلاحي بجائزة أفضل مخرج في مهرجان مالمو السويدي للسينما العربية عن إخراجه للفيلم.
في 7 يوليو 2021، فاز الفيلم بجائزة النخلة الذهبية لأفضل فيلم روائي طويل في مهرجان أفلام السعودية في دورته السابعة، كما فاز بجائزة جبل طويق لأفضل فيلم عن مدينة سعودية (مدينة الرياض) وذلك ضمن جوائز المهرجان الخاصة.

## تمثيل المملكة في جائزة الأوسكار
في 22 نوفمبر 2021 أعلنت هيئة الأفلام السعودية يوم الاثنين أنها رشحت الفيلم الروائي «حد الطار» لتمثيل المملكة في جائزة الأوسكار عن فئة أفضل فيلم بلغة أجنبية. وجاء في بيان الهيئة أن لجنةً متخصصةً برئاسة عبد الله آل عياف، الرئيس التنفيذي لهيئة الأفلام، وعضوية المخرجة هيفاء المنصور، والناقدة هناء العمير، ومحمد التركي، والمنتج ومدير اللجنة التنظيمية لمهرجان البحر الأحمر، والسينمائي والشاعر أحمد الملا، مدير مهرجان الأفلام السعودية.

## وصلات خارجية
- الموقع الرسمي
- حد الطار على موقع IMDb (الإنجليزية)
- حد الطار على موقع قاعدة بيانات الفيلم (الإنجليزية)
- حد الطار على موقع ليتربوكسد (الإنجليزية)
- حد الطار على موقع كينوبويسك (الروسية)